# Ennio Flaiano
Ennio Flaiano, né le 5 mars 1910 à Pescara et mort le 20 novembre 1972 à Rome, est un écrivain italien, dramaturge, romancier, scénariste de films, journaliste, humoriste et critique dramatique.
Spécialiste de la troisième page des journaux, consacrée en Italie à la critique où à la réflexion, il a écrit entre autres pour Oggi, Il Mondo, Corriere della Sera. Il a longtemps collaboré avec Federico Fellini, avec lequel il a travaillé aux scénarios d'autres réalisateurs ainsi qu'aux scénarios de Fellini lui-même, parmi lesquels La strada, La dolce vita et 8½. Il a remporté le prix Strega en 1947, année de la création du prix, pour son roman Un temps pour tuer (it) (Tempo di uccidere), porté à l'écran en 1990 sous le titre Le Raccourci (Tempo di uccidere).

## Biographie
Ennio Flaiano est le dernier de sept enfants. Il passe son enfance à voyager et déménager continuellement entre Pescara, Camerino, Senigallia, Fermo et Chieti. En 1922, il arrive à Rome (en voyageant par train le 27 octobre, il est par pur hasard en compagnie des fascistes qui font la marche sur Rome). Il fait ses études secondaires dans la capitale au pensionnat national, en lycée artistique. Il s'inscrit en faculté d'architecture, mais ne termine pas ses études universitaires.
Au début des années 1930, alors qu'il partage une chambre avec le peintre Orfeo Tamburi, et qu'il collabore comme metteur en scène avec Anton Giulio Bragaglia, il fait la connaissance du journaliste Mario Pannunzio (it), avec lequel il restera extrêmement lié (et qui, encore un hasard, est né le même jour que lui). Il fait également la connaissance de Telesio Interlandi, Leo Longanesi et d'autres signatures du journalisme italien, et commence à collaborer aux revues L'Italia Letteraria (it), Omnibus et Quadrivio. Entre 1933 et 1936, après un séjour à Pavie où il fréquente l'école d'officiers, il participe à la guerre d'Éthiopie.
Revenu à Rome, en 1939 il commence à s'occuper de cinéma, en écrivant pendant quelques mois pour le nouvel hebdomadaire Oggi des critiques dans lesquelles ses jugements sur les films sont le prétexte pour faire émerger un « désaccord souterrain avec le régime ». Il fréquente l'Antico Caffè Greco et les restaurants où il rencontre fréquemment les personnages de la vie littéraire et artistique romaine, parmi lesquels Aldo Palazzeschi, Carlo Levi, Libero de Libero (it), Sandro Penna, Vitaliano Brancati, Vincenzo Cardarelli, Irving Penn, Orson Welles, etc.
En 1940, il épouse Rosetta Rota (1911-2003), professeur de mathématiques née à Vigevano et tante de Gian-Carlo Rota. En 1942, sa fille Luisa naît, mais on lui découvrira à l'âge de huit mois une forme d'attardement mental, ce qui touchera profondément Ennio Flaiano.
À partir des années 1940, il intervient en tant que critique théâtral, littéraire et cinématographique, et plus généralement comme journaliste, parfois sous des pseudonymes comme Patrizio Rossi, Ezio Bassetto et Ennio Di Michele ou Pickwick, dans de très nombreux journaux nationaux ou spécialisés italiens. En 1946, il fonde Cinelandia qui paraît pendant cinq mois. Il est rédacteur en chef de Il Mondo de 1949 à 1951.

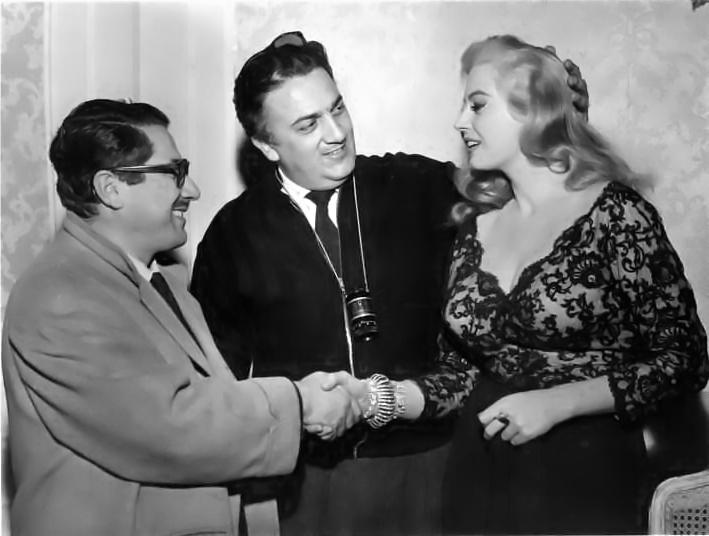
Ennio Flaiano, Federico Fellini et Anita Ekberg en 1959.

En 1947, il remporte le premier prix Strega avec Un temps pour tuer (it) (Tempo di uccidere), son unique roman. Il écrit cette œuvre sur l'expérience de l'étranger alimentée par son passage en Éthiopie en à peine trois mois, à la demande expresse de Leo Longanesi.
Entre 1943 et 1971, il écrit et co-écrit des scénarios pour de nombreux films, dont certains sont parmi les plus remarqués du cinéma italien de l'après-guerre. Il collabore ainsi avec des réalisateurs comme Federico Fellini (10 films), Marcello Pagliero et Alessandro Blasetti (4 films chacun), Luigi Zampa, Luciano Emmer et Gianni Franciolini (3 films chacun), Romolo Marcellini, Alberto Lattuada, Camillo Mastrocinque, Mario Soldati, Mario Monicelli, Dino Risi et Gian Luigi Polidoro (2 films), mais aussi Renato Castellani, Roberto Rossellini, William Wyler, Domenico Paolella, Michelangelo Antonioni, Antonio Pietrangeli, Eduardo De Filippo, Pietro Germi, Elio Petri, etc.
Il entreprend des voyages dans les années 1960. Il se rend en Espagne, où il travaille avec le réalisateur Luis Berlanga, à Paris où il écrit pour Louis Malle un film qui ne sera pas réalisé, à Amsterdam pour La Fille dans la vitrine, à Zurich pour rencontrer la veuve de Thomas Mann sur qui Tonio Kröger écrit un film, de nouveau à Paris pour René Clément pour un autre film qui ne sera pas tourné, à Prague où il rencontre Miloš Forman, etc.
Au début de mars 1970, il est frappé par un premier infarctus. Il écrit dans ses notes « tout devra changer ». Il va vivre seul dans une résidence, en emportant peu de livres. Il commence à mettre de l'ordre dans ses papiers. Une grande partie de ce corpus ne sera publiée qu'après sa mort. Le 5 novembre 1972, il publie son dernier article dans la Corriere della sera. Le 20 novembre, il meurt d'un second infarctus. Sa fille mourra en 1992 et sa femme en 2003.

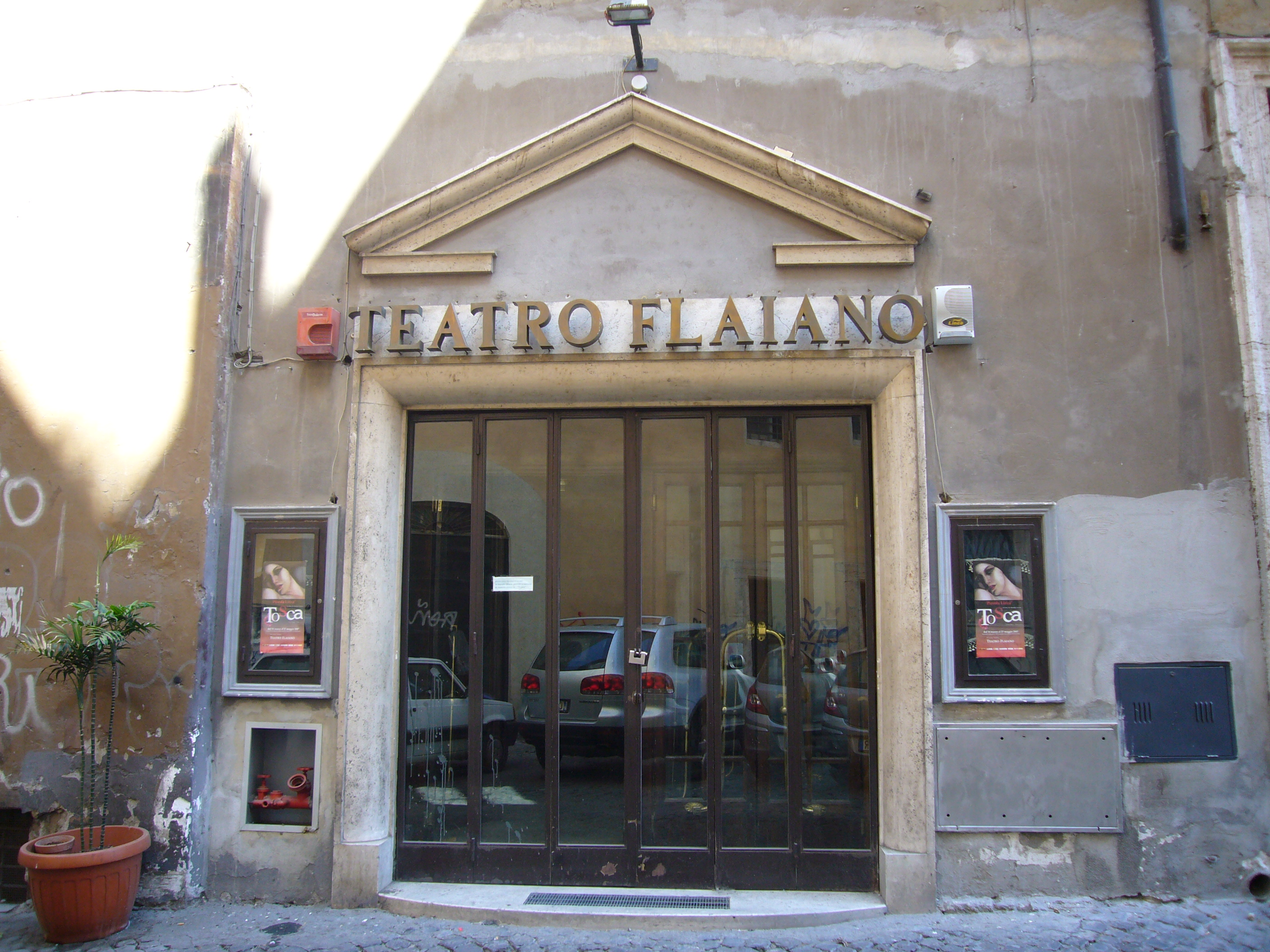
Entrée du Teatro Flaiano à Rome

## Théâtre
- 10 mai 1946, première de La guerra spiegata ai poveri au Teatro Arlecchino de Rome
- 24 mai 1957, première de La donna nell'armadio au Teatro Gobetti de Turin, mise en scène de Luciano Lucignani
- 9 juin 1960, première de Il caso Papaleo au festival dei due mondi de Spolète, mise en scène de Sandro Sequi
- 23 novembre 1960, première de Un marziano a Roma au Théâtre lyrique de Milan par la compagnie Teatro popolare italiano fondée par Vittorio Gassman
- 2 juin 1972, première de La conversazione continuamente interrotta au festival dei due mondi, mise en scène de Vittorio Caprioli

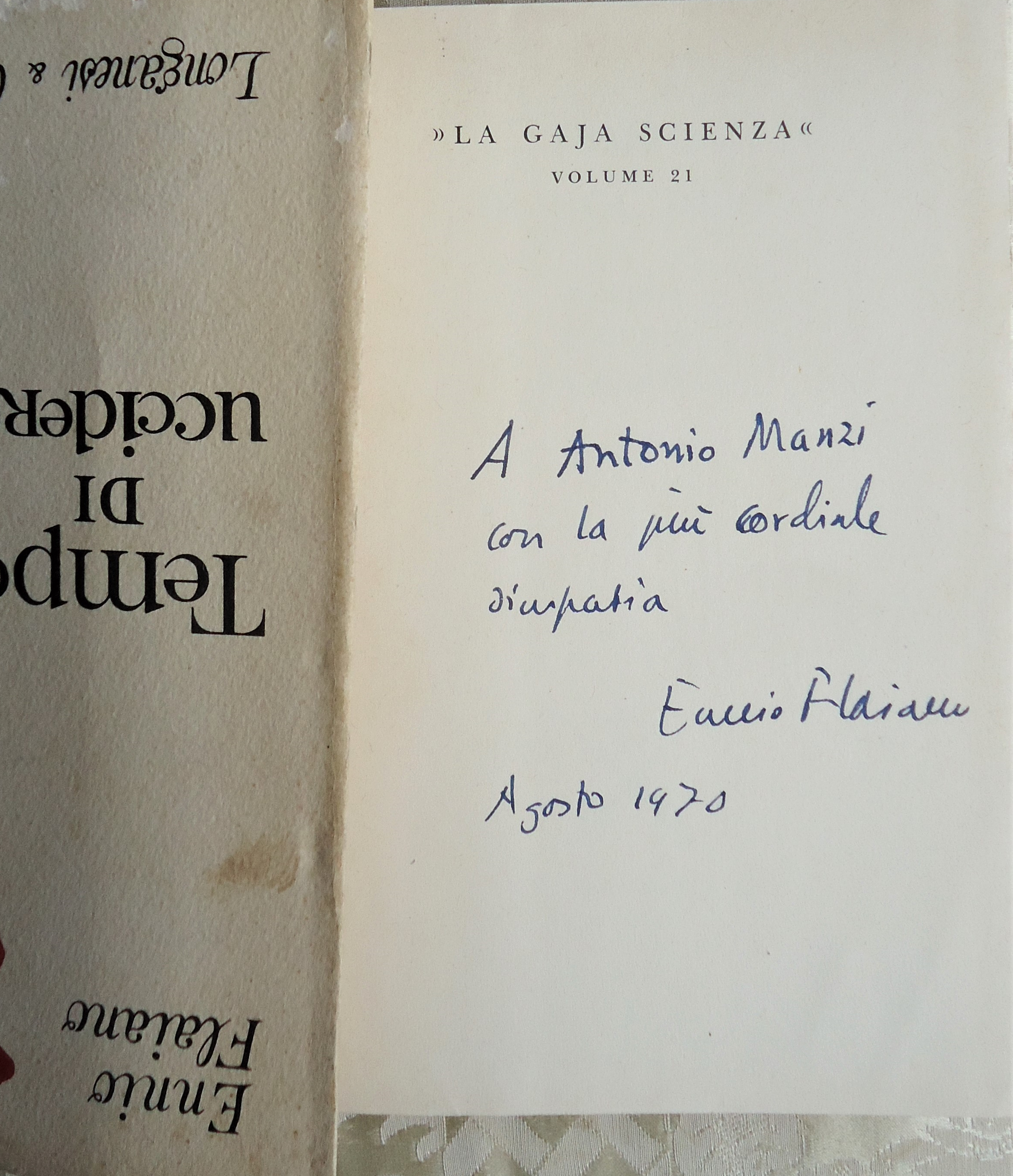
Ennio Flaiano, Tempo di uccidere, avec dédicace.

## Cinéma

### Comme scénariste
- 1942 : Pastor Angelicus de Romolo Marcellini (scénario et assistant réalisateur)
- 1943 : La danza del fuoco (it) de Giorgio Simonelli
- 1943 : La primadonna (it) d'Ivo Perilli
- 1943 : Inviati speciali (it) de Romolo Marcellini (scénario et assistant réalisateur)
- 1944 : Vivere ancora (it) de Nino Giannini (it) et Leo Longanesi
- 1945 : La Confession tragique (L'abito nero da sposa) de Luigi Zampa
- 1945 : La freccia nel fianco d'Alberto Lattuada
- 1946 : Rome ville libre (Roma città libera) de Marcello Pagliero
- 1947 : Il vento mi ha cantato una canzone de Camillo Mastrocinque (dialogues)
- 1948 : Fuite en France (Fuga in Francia) de Mario Soldati
- 1950 : La Ceinture de chasteté (La cintura di castità) de Camillo Mastrocinque
- 1950 : Les Feux du music-hall (Luci del varietà) d'Alberto Lattuada et Federico Fellini
- 1951 : Paris est toujours Paris (Parigi è sempre Parigi) de Luciano Emmer
- 1951 : Gendarmes et Voleurs (Guardie e ladri) de Mario Monicelli et Steno
- 1952 : Le Cheik blanc (Lo sceicco bianco) de Federico Fellini
- 1952 : Des gosses de riches (Fanciulle di lusso) de Bernard Vorhaus
- 1952 : Il mondo la condanna de Gianni Franciolini
- 1953 : Les Vitelloni (I vitelloni) de Federico Fellini
- 1953 : Destini di donne de Marcello Pagliero, Christian-Jaque et Jean Delannoy
- 1953 : Où est la liberté ? (Dov'è la libertà?) de Roberto Rossellini
- 1953 : Vacances romaines (Roman Holiday) de William Wyler
- 1953 : L'Auberge tragique (Riscatto) de Marino Girolami
- 1953 : Canzoni, canzoni, canzoni de Domenico Paolella
- 1954 : Vêtir ceux qui sont nus (Vestire gli ignudi) de Marcello Pagliero
- 1954 : Les Amants de Villa Borghese (Villa Borghese) de Gianni Franciolini
- 1954 : La Belle Romaine (La romana) de Luigi Zampa
- 1954 : Camilla de Luciano Emmer
- 1954 : Vierge moderne (Vergine moderna) de Marcello Pagliero
- 1954 : Quelques pas dans la vie (Tempi nostri), épisode Scena all'aperto, d'Alessandro Blasetti
- 1954 : La strada de Federico Fellini
- 1954 : La Fille du fleuve (La donna del fiume) de Mario Soldati (avec Alberto Moravia)
- 1955 : Dommage que tu sois une canaille (Peccato che sia una canaglia) d'Alessandro Blasetti
- 1955 : Calabuig de Luis Berlanga
- 1955 : Continent perdu (Continente perduto) d'Enrico Gras, Giorgio Moser et Leonardo Bonzi
- 1955 : L'ultimo paradiso de Folco Quilici
- 1955 : Il bidone de Federico Fellini
- 1955 : Le Signe de Vénus (Il segno di Venere) de Dino Risi
- 1955 : La Chance d'être femme (La fortuna di essere donna) d'Alessandro Blasetti
- 1955 : Totò e Carolina de Mario Monicelli
- 1955 : L'Art de se débrouiller (L'arte di arrangiarsi) de Luigi Zampa (relecture du scénario)
- 1957 : Terrore sulla città d'Anton Giulio Majano
- 1957 : Les Nuits de Cabiria (Le notti di Cabiria) de Federico Fellini
- 1958 : Fortunella d'Eduardo De Filippo
- 1958 : Femmes d'un été (Racconti d'estate) de Gianni Franciolini
- 1958 : Un morceau de ciel (Un ettaro di cielo) d'Aglauco Casadio
- 1960 : L'Inassouvie (Un amore a Roma) de Dino Risi
- 1960 : La dolce vita de Federico Fellini
- 1961 : La Nuit (La notte) de Michelangelo Antonioni
- 1961 : La Fille dans la vitrine (La ragazza in vetrina) de Luciano Emmer
- 1961 : Les Joyeux Fantômes (Fantasmi a Roma) d'Antonio Pietrangeli
- 1962 : Boccace 70 (Boccaccio '70), épisode Les Tentations du docteur Antoine, de Federico Fellini
- 1963 : Hong Kong, un addio de Gian Luigi Polidoro
- 1963 : 8 et demi de Federico Fellini
- 1964 : Le Bourreau (La ballata del boia) de Luis Berlanga
- 1964 : Tonio Kröger de Rolf Thiele
- 1964 : Una moglie americana de Gian Luigi Polidoro
- 1965 : Juliette des esprits (Giulietta degli spiriti) de Federico Fellini
- 1965 : Ces messieurs dames (Signore & signori) de Pietro Germi (non crédité)
- 1965 : La Dixième Victime (La decima vittima) d'Elio Petri
- 1965 : Wälsungenblut (de) de Rolf Thiele
- 1965 : Rapture de John Guillermin (non crédité)
- 1966 : Moi, moi, moi et les autres (Io, io, io... e gli altri) d'Alessandro Blasetti
- 1967 : Le Plus Vieux Métier du monde (L'amore attraverso i secoli), épisodes Les Nuits romaines de Mauro Bolognini et L'Ère préhistorique de Franco Indovina
- 1968 : Les Protagonistes de Marcello Fondato
- 1969 : Mort ou vif... de préférence mort (Vivi o preferibilmente morti) de Duccio Tessari
- 1969 : Maximum Flic de Pietro Zuffi
- 1970 : Red de Gilles Carle
- 1971 : Un peu de soleil dans l'eau froide de Jacques Deray
- 1986 : L'Enquête (L'inchiesta) de Damiano Damiani

### Comme acteur
- 1946 : Mio figlio professore di Renato Castellani

### Films tirés de son œuvre
- 1969 : Sweet Charity de Bob Fosse (tiré de Les Nuits de Cabiria)
- 1972 : Liza (La cagna) de Marco Ferreri (tiré de Melampus)
- 1983 : Un marziano a Roma (it) de Bruno Rasia et Antonio Salines (it) (tiré de Un marziano a Roma)
- 1989 : Le Raccourci (Tempo di uccidere) de Giuliano Montaldo (tiré de Tempo di uccidere)
- 2006 : L'inchiesta (mini-série télé) de Giulio Base (tiré de L'inchiesta)
- 2009 : Nine de Rob Marshall (tiré de Huit et demi)

## Radio et télévision
- 18 février 1963 : Il caso Papaleo, comédie radiophonique réalisée par Luciano Mondolfo
- 1966 : Carta bianca, réalisé par Romolo Siena
- 1966-1969 : Meridiano di Roma, émission radio
- 1970 : quatre premiers épisodes de Come ridevano gli italiani
- 1973 : Oceano Canada, documentaire réalisé par Andrea Andermann

## Écrits
- Tempo di uccidere, Milan, Longanesi, 1947
- traduction française Un temps pour tuer (trad. de l'italien), Paris, Gallimard, coll. « Le Promeneur », 2009, 304 p. (ISBN 978-2-07-012731-3)
- Diario notturno e altri scritti, Milan, Bompiani, 1956
comprend : Diario notturno, Supplemento ai viaggi di Marco Polo, Sei raccontini utili, La saggezza di Pickwick, Un marziano a Roma, Fine di un caso, Variazioni su un commendatore
- Una e una notte ; Adriano, Milan, Bompiani, 1959
- Un marziano a Roma, Turin, Einaudi, 1960
- Traduction de Romain Weingarten, L'Été :
Daisy Daisy desiderio, Milan, Feltrinelli, 1968
- Il gioco e il massacro, Milan, Rizzoli, 1970, sélectionné au Prix Campiello
- traduction française Le jeu et le massacre (trad. de l'italien), Paris, Buchet/Chastel, 2017, 264 p. (ISBN 978-2-283-02990-9)
- Un marziano a Roma e altre farse, Turin, Einaudi, 1971
- Présentation de L'opera completa di Paolo Uccello, Milan, Rizzoli, 1971
- Le ombre bianche, Milan, Rizzoli, 1972
- La solitudine del satiro, Milan, Rizzoli, 1973
- Autobiografia del blu di Prussia, Milan, Rizzoli, 1974
- Melampus, Milan, Rizzol, coll. « Biblioteca universale », 1974
réédité sous le titre Melampo, Turin, Einaudi, 1978
- Diario degli errori, Milan, Rizzoli, 1976
- Lettere d'amore al cinema, Milan, Rizzoli, 1978
- Un bel giorno di libertà, Milan, Rizzoli, 1979
- Un giorno a Bombay e altre note di viaggio, Milan, Rizzoli, 1980
- Il messia, Milan, All'insegna del pesce d'oro, 1982
- Lo spettatore addormentato, Milan, Rizzoli, 1983
- Storie inedite per film mai fatti, Milan, Frassinelli, 1984 (ISBN 88-7684-008-7)
- Frasario essenziale. Per passare inosservati in società, Milan, Bompiani, 1986
- traduction française Palmina Di Meo (trad. de l'italien), Jargon essentiel pour passer inaperçu en société, Lormont, Le Bord de l'eau, coll. « La Muette », 2012, 221 p. (ISBN 978-2-35687-133-6)
- Lettere a Lilli e altri segni, Milan, Archinto, 1986 (ISBN 88-7768-047-4)
- Traduction de Jules Laforgue, Hamlet ou Les Suites de la piété filiale :
Amleto, ovvero Le conseguenze della pietà filiale, Milan, Libri Scheiwiller, 1987, 71 p. (ISBN 88-7644-064-X)
- L'uovo di Marx. Epigrammi, satire, occasioni, Milan, Libri Scheiwiller, 1987, 188 p. (ISBN 88-7644-071-2)
- Un film alla settimana. 55 critiche da «Cine illustrato» (1939-1940), Rome, Bulzoni, 1988
- Scritti postumi, Milan, Bompiani, 1988
- Progetto Proust. Una sceneggiatura per «La recherche du temps perdu», Milan, Bompiani, 1989, 295 p. (ISBN 88-452-1458-3)
- (it) Nuove lettere d'amore al cinema, Milan, Rizzoli, 1990, 355 p. (ISBN 88-17-66352-2)
- (it) Opere. 1947-1972, Milan, Bompiani, 1990, 1487 p. (ISBN 88-452-1507-5)
- Il cavastivale, Rome, Biblioteca del Vascello, 1993, 80 p. (ISBN 88-7227-516-4)
- L'occhiale indiscreto, Milan, Bompiani, 1995, 206 p. (ISBN 88-452-2429-5)
- (it) Soltanto le parole. Lettere di e a Ennio Flaiano, 1933-1972, Milan, Bompiani, 1995, 659 p. (ISBN 88-452-2671-9)
- La valigia delle Indie, Milan, Bompiani, 1996, 105 p. (ISBN 88-452-2770-7)
- (it) Ombre fatte a macchina, Milan, Bompiani, 1997, 289 p. (ISBN 88-452-2957-2)
- Il bambino cattivo, Milan, Libri Scheiwiller, 1999, 81 p. (ISBN 88-7644-258-8)
- Cristo torna sulla terra, Lugano, Quaderni di Cartevive, 2000
- (it) La notte porta consiglio : e altri racconti cinematografici, Milan, Bompiani, 2001, 320 p. (ISBN 88-452-4920-4)
- Satira e vita : i disegni del fondo Flaiano della Biblioteca cantonale di Lugano, con cinquanta brevi testi di Ennio Flaiano, Bologne, Pendragon, 2002, 159 p. (ISBN 88-8342-163-9, lire en ligne)
- Scena all'aperto. Sceneggiatura inedita da una novella di Marino Moretti, Bologne, CLUEB, 2004, 95 p. (ISBN 88-491-2316-7)
- Lettere a Giuseppe Rosato (1967-1972). Con scritti su Flaiano e l'Abruzzo, Lanciano, Rocco Carabba, 2008
- Opere scelte, Milan, Adelphi, 2010, 1516 p. (ISBN 978-88-459-2499-6)
comprend : Tempo di uccidere (1947), Diario notturno (1956), Una e una notte (1959), Un marziano a Roma (1960), Il gioco e il massacro (1970), Le ombre bianche (1972), La valigia delle Indie (1996), Diario degli errori (1977) et L'occhiale indiscreto

## Hommages
- En 1969, le Teatro Arlecchino, via Santo Stefano del Cacco à Rome devient en son honneur le Teatro Flaiano.
- Le prix Flaiano récompense depuis 1974 les meilleurs scénarios de cinéma.
- La bibliothèque communale du Municipio IV de Rome porte aussi son nom.

## Citations
- « En Italie les fascistes se divisent en deux catégories : les fascistes et les antifascistes. »[5]
- « La chasteté est le mirage des obscènes. »
- « Dans trente ans, l'Italie ne sera pas comme l'auront faite les gouvernements, mais comment l'aura faite la télévision. »
- « Pour les Italiens, le plus court chemin d'un point à un autre ressemble à une arabesque. »